# Cupa UEFA 1995-1996
Cupa UEFA 1995-1996 a fost câștigată de Bayern München.
Aceasta a fost prima dată când cluburile engleze și-au recăpătat toate cele patru locuri înapoi, la cinci ani după ridicarea pedespei aplicate în rezultatul tragediei de pe Stadionul Heysel din 1985. Totuși, unica echipă care a ajuns până în sferturile de finală a fost Nottingham Forest.

## Runda preliminară
| Echipa #1             | Total  | Echipa #2           | Tur | Retur    |
| --------------------- | ------ | ------------------- | --- | -------- |
| Omonia                | 5–1    | Sliema Wanderers    | 3–0 | 2–1      |
| Sparta Praga          | 4–2    | Galatasaray         | 3–1 | 1–1      |
| Afan Lido             | 1–2    | RAF Jelgava         | 1–2 | 0–0      |
| Apollon Athens        | 2–3    | Olimpija Ljubljana  | 1–0 | 1–3      |
| Bangor City           | 0–5    | Widzew Łódź         | 0–4 | 0–1      |
| Brøndby IF            | 6–0    | Inkaras Kaunas      | 3–0 | 3–0      |
| Crusaders             | 1–6    | Silkeborg IF        | 1–2 | 0–4      |
| Dinamo București      | 1–2    | Levski Sofia        | 0–1 | 1–1(aet) |
| Dundalk               | 0–4    | Malmö FF            | 0–2 | 0–2      |
| Jeunesse Esch         | 0–4    | Lugano              | 0–0 | 0–4      |
| Košice                | 1–3    | Újpest              | 0–1 | 1–2      |
| Universitatea Craiova | 0–0(p) | Dinamo Minsk        | 0–0 | 0–0      |
| Fenerbahçe            | 6–0    | Partizani Tirana    | 2–0 | 4–0      |
| Vardar                | 3–0    | Iberia Samtredia    | 1–0 | 2–0      |
| Glenavon              | 1–0    | FH                  | 0–0 | 1–0      |
| Hibernians            | 2–7    | Chornomorets Odessa | 2–5 | 0–2      |
| Kapaz Ganja           | 1–9    | Austria Viena       | 0–4 | 1–5      |
| Lillestrøm SK         | 4–1    | Flora Tallinn       | 4–0 | 0–1      |
| Motherwell            | 3–3(a) | MyPa                | 1–3 | 2–0      |
| Örebro SK             | 0–3    | Avenir Beggen       | 0–0 | 0–3      |
| Botev Plovdiv         | 2–0    | Dinamo Tblisi       | 1–0 | 1–0      |
| Slavia Sofia          | 0–3    | Olympiacos          | 0–2 | 0–1      |
| Raith Rovers          | 6–2    | GI Gota             | 4–0 | 2–2      |
| Steaua Roșie Belgrad  | 0–1    | Neuchâtel Xamax     | 0–1 | 0–0      |
| Shelbourne            | 0–6    | IA                  | 0–3 | 0–3      |
| Slovan Bratislava     | 6–0    | Osijek              | 4–0 | 2–0      |
| Sturm Graz            | 1–2    | Slavia Praga        | 0–1 | 1–1      |
| SK Tirana             | 0–3    | Hapoel Be'er Sheva  | 0–1 | 0–2      |
| Skonto                | 1–2    | Maribor             | 1–0 | 0–2      |
| TPV Tampere           | 1–7    | Viking FK           | 0–4 | 1–3      |
| Zagłębie Lubin        | 1–0    | Shirak              | 0–0 | 1–0      |
| Zimbru Chișinău       | 2–0    | Hapoel Tel Aviv     | 2–0 | 0–0      |

### Prima manșă
| Omonia                              | 3–0    | Sliema Wanderers |
| ----------------------------------- | ------ | ---------------- |
| Ștefan 40' (pen.) Malekkos 52', 75' | Raport |                  |

| Sparta Praga                | 3–1    | Galatasaray  |
| --------------------------- | ------ | ------------ |
| Nedvěd 18', 73' Lokvenc 23' | Raport | Saunders 56' |

| Afan Lido | 1–2    | RAF Jelgava               |
| --------- | ------ | ------------------------- |
| Moore 29' | Raport | Karašausks 20' Bogdan 63' |

| Apollon Atena | 1–0    | Olimpija Ljubljana |
| ------------- | ------ | ------------------ |
| Kola 41'      | Raport |                    |

| Bangor City | 0–4    | Widzew Łódź                         |
| ----------- | ------ | ----------------------------------- |
|             | Raport | Czerwiec 25', 42' Koniarek 51', 89' |

| Brøndby IF                   | 3–0    | Inkaras Kaunas |
| ---------------------------- | ------ | -------------- |
| Hansen 13' Bjur 44' Sand 81' | Raport |                |

| Crusaders  | 1–2    | Silkeborg IF                    |
| ---------- | ------ | ------------------------------- |
| Hunter 67' | Raport | Fernandez 15' Larsen 46' (pen.) |

| Dinamo București | 0–1    | Levksi Sofia |
| ---------------- | ------ | ------------ |
|                  | Raport | Ivanov 29'   |

| Dundalk | 0–2    | Malmö FF                    |
| ------- | ------ | --------------------------- |
|         | Raport | Pettersson 1' Andersson 11' |

| Jeunesse Esch | 0–0    | Lugano |
| ------------- | ------ | ------ |
|               | Raport |        |

| Košice | 0–1    | Újpest         |
| ------ | ------ | -------------- |
|        | Raport | Tiefenbach 40' |

| Universitatea Craiova | 0–0    | Dinamo Minsk |
| --------------------- | ------ | ------------ |
|                       | Raport |              |

| Fenerbahçe          | 2–0    | Partizani Tirana |
| ------------------- | ------ | ---------------- |
| Uygun 71' Bolić 87' | Raport |                  |

| Vardar        | 1–0    | Iberia Samtredia |
| ------------- | ------ | ---------------- |
| Nikolovski 6' | Raport |                  |

| Glenavon | 0–0    | FH |
| -------- | ------ | -- |
|          | Raport |    |

| Hibernians               | 2–5    | Chornomorets Odessa                                     |
| ------------------------ | ------ | ------------------------------------------------------- |
| Lawrence 28' Sultana 87' | Raport | Huseynov 13' Gashkin 22' Musolitin 39', 57' Kardash 48' |

| Kapaz Ganja | 0–4    | Austria Viena                                |
| ----------- | ------ | -------------------------------------------- |
|             | Raport | Mjelde 30' Belajić 38' Flögel 49' Pacult 86' |

| Lillestrøm SK                                       | 4–0    | Flora Tallinn |
| --------------------------------------------------- | ------ | ------------- |
| Ingelstad 44' Ingebrigtsen 61' Gulbrandsen 69', 88' | Raport |               |

| Motherwell    | 1–3    | MyPa                                |
| ------------- | ------ | ----------------------------------- |
| McSkimming 9' | Raport | Grönholm 13' Tiainen 31' Mahlio 55' |

| Örebro SK | 0–0    | Avenir Beggen |
| --------- | ------ | ------------- |
|           | Raport |               |

| Botev Plovdiv | 1–0    | Dinamo Tblisi |
| ------------- | ------ | ------------- |
| Gerov 45'     | Raport |               |

| Slavia Sofia | 0–2    | Olympiacos             |
| ------------ | ------ | ---------------------- |
|              | Raport | Ivić 82' Juskowiak 90' |

| Raith Rovers                                   | 4–0    | GI Gota |
| ---------------------------------------------- | ------ | ------- |
| Dair 21' Rougier 47' McAnespie 78' Cameron 80' | Raport |         |

| Steaua Roșie Belgrad | 0–1    | Neuchâtel Xamax |
| -------------------- | ------ | --------------- |
|                      | Raport | Wittl 86'       |

| Shelbourne | 0–3    | IA                                                    |
| ---------- | ------ | ----------------------------------------------------- |
|            | Raport | A. Gunnlaugsson 22' B. Gunnlaugsson 22' Reynisson 22' |

| Slovan Bratislava                    | 4–0    | Osijek |
| ------------------------------------ | ------ | ------ |
| Tittel 8' Rusnák 15', 41' Faktor 90' | Raport |        |

| Sturm Graz | 0–1    | Slavia Praga     |
| ---------- | ------ | ---------------- |
|            | Raport | Bejbl 83' (pen.) |

| SK Tirana | 0–1    | Hapoel Be'er Sheva |
| --------- | ------ | ------------------ |
|           | Raport | Zeiberliņš 1'      |

| Skonto       | 1–0    | Maribor |
| ------------ | ------ | ------- |
| Babičevs 12' | Raport |         |

| TPV Tampere | 0–4    | Viking FK                                               |
| ----------- | ------ | ------------------------------------------------------- |
|             | Raport | Gawara 47' (o.g.) Østenstad 57' Medalen 72' Sørloth 86' |

| Zagłębie Lubin | 0–0    | Shirak |
| -------------- | ------ | ------ |
|                | Raport |        |

| Zimbru Chișinău          | 2–0    | Hapoel Tel Aviv |
| ------------------------ | ------ | --------------- |
| Gavrilyuk 27' Rebeja 70' | Raport |                 |

### Manșa secundă
| Sliema Wanderers | 1–2    | Omonia                    |
| ---------------- | ------ | ------------------------- |
| Suda 43'         | Raport | Ștefan 70' Panayiotou 88' |

Omonia a câștigat cu scorul de 5–1 la general.
| Galatasaray | 1–1    | Sparta Praga |
| ----------- | ------ | ------------ |
| Saunders 4' | Raport | Nedvěd 22'   |

Sparta Praga a câștigat cu scorul de 4–2 la general.
| RAF Jelgava | 0–0    | Afan Lido |
| ----------- | ------ | --------- |
|             | Raport |           |

RAF Jelgava a câștigat cu scorul de 2–1 la general.
| Olimpija Ljubljana       | 3–1    | Apollon Atena |
| ------------------------ | ------ | ------------- |
| Bozgo 11', 67' Zulič 81' | Raport | Kola 2'       |

Olimpija Ljubljana a câștigat cu scorul de 2–3 la general.
| Widzew Łódź | 1–0    | Bangor City |
| ----------- | ------ | ----------- |
| Pikuta 84'  | Raport |             |

Widzew Łódź  a câștigat cu scorul de 0–5 la general.
| Inkaras Kaunas | 0–3    | Brøndby IF                  |
| -------------- | ------ | --------------------------- |
|                | Raport | Møller 53', 65' Risager 62' |

Brøndby IF a câștigat cu scorul de 6–0 la general.
| Silkeborg IF                             | 4–0    | Crusaders |
| ---------------------------------------- | ------ | --------- |
| Larsen 10' Fernandez 55' Sommer 69', 75' | Raport |           |

Silkeborg IF a câștigat cu scorul de 1–6 la general.
| Levksi Sofia | 1 – 1 (a.e.t.) | Dinamo București |
| ------------ | -------------- | ---------------- |
| Vasilev 110' | Raport         | Lupu 70'         |

Levski Sofia a câștigat cu scorul de 1–2 la general.
| Malmö FF                     | 2–0    | Dundalk |
| ---------------------------- | ------ | ------- |
| Andersson 22' Fjellström 50' | Raport |         |

Malmö FF a câștigat cu scorul de 0–4 la general.
| Lugano                           | 4–0    | Jeunesse Esch |
| -------------------------------- | ------ | ------------- |
| Erceg 18', 54', 45' Esposito 34' | Raport |               |

Lugano a câștigat cu scorul de 0–4 la general.
| Újpest                | 2–1    | Košice    |
| --------------------- | ------ | --------- |
| Bérczy 40' Szanyó 40' | Raport | Weiss 85' |

Újpest a câștigat cu scorul de 1–3 la general.
| Dinamo Minsk | 0 – 0 3–1 on penalties | Universitatea Craiova |
| ------------ | ---------------------- | --------------------- |
|              | Raport                 |                       |

Universitatea Craiova 0–0 Dinamo Misk la general. Dinamo Minsk a câștigat cu scorul de 1–3 on penalties.
| Partizani Tirana | 0–4    | Fenerbahçe                                   |
| ---------------- | ------ | -------------------------------------------- |
|                  | Raport | Uygun 21' Șentürk 26' Bolić 60' Tașkıran 86' |

Fenerbahçe a câștigat cu scorul de 0–6 la general.
| Iberia Samtredia | 0–2    | Vardar                        |
| ---------------- | ------ | ----------------------------- |
|                  | Raport | Serafimovski 20' Petreski 39' |

Vardar a câștigat cu scorul de 3–0 la general.
| FH | 0–1    | Glenavon      |
| -- | ------ | ------------- |
|    | Raport | Johnstone 65' |

Glenavon a câștigat cu scorul de 1–0 la general.
| Chornomorets Odessa          | 2–0    | Hibernians |
| ---------------------------- | ------ | ---------- |
| Kozakevich 34' Musolitin 77' | Raport |            |

Chornomorets Odessa a câștigat cu scorul de 2–7 la general.
| Austria Viena                              | 5–1    | Kapaz Ganja    |
| ------------------------------------------ | ------ | -------------- |
| Mjelde 10', 29' Ogris 18', 42' Glatzer 64' | Raport | Suleimanov 26' |

Austria Viena a câștigat cu scorul de 1–9 la general.
| Flora Tallinn   | 1–0    | Lillestrøm SK |
| --------------- | ------ | ------------- |
| Korghalidze 52' | Raport |               |

Lillestrøm  SK a câștigat cu scorul de 4–1 la general.
| MyPa | 0–2    | Motherwell           |
| ---- | ------ | -------------------- |
|      | Raport | Burns 28' Arnott 69' |

Motherwell 3–3 MyPa la general. MyPa a câștigat cu scorul de on away goals rule.
| Avenir Beggen | 1–1    | Örebro SK     |
| ------------- | ------ | ------------- |
| Holtz 21'     | Raport | Birgisson 88' |

Örebro SK 1–1 Avenir Beggen la general. Örebro a câștigat cu scorul de on away goals rule.
But Örebro fielded an ineligible player, match awarded 3–0 to Avenir Beggen.
Avenir Beggen a câștigat cu scorul de 0–3 la general.
| Dinamo Tblisi | 0–1    | Botev Plovdiv |
| ------------- | ------ | ------------- |
|               | Raport | Vidolov 88'   |

Botev Plovdiv a câștigat cu scorul de 2–0 la general.
| Olympiacos | 1–0    | Slavia Sofia |
| ---------- | ------ | ------------ |
| Ivić 10'   | Raport |              |

Olympiacos a câștigat cu scorul de 0–3 la general.
| GI Gota                         | 2–2    | Raith Rovers                |
| ------------------------------- | ------ | --------------------------- |
| H. Jarnskor 65' M. Jarnskor 85' | Raport | Lennon 31' Crawford 69' 80' |

Raith Rovers a câștigat cu scorul de 6–2 la general.
| Neuchâtel Xamax | 0–0    | Steaua Roșie Belgrad |
| --------------- | ------ | -------------------- |
|                 | Raport |                      |

Neuchâtel Xamax a câștigat cu scorul de 0–1 la general.
| IA                                       | 3–0    | Shelbourne |
| ---------------------------------------- | ------ | ---------- |
| Jónsson 45' Thordarson 58' Pétursson 89' | Raport |            |

IA a câștigat cu scorul de 0–6 la general.
| Osijek | 0–2    | Slovan Bratislava         |
| ------ | ------ | ------------------------- |
|        | Raport | Rusnák 54' Luis Gomes 86' |

Slovan Bratislava a câștigat cu scorul de 6–0 la general.
| Slavia Praga | 1–1    | Sturm Graz |
| ------------ | ------ | ---------- |
| Hyský 45'    | Raport | Haas 54'   |

Slavia Praga a câștigat cu scorul de 1–2 la general.
| Hapoel Be'er Sheva     | 2–0    | SK Tirana |
| ---------------------- | ------ | --------- |
| Husyev 20' Avigdor 23' | Raport |           |

Hapoel Be'er Sheva a câștigat cu scorul de 0–3 la general.
| Maribor                 | 2–0    | Skonto |
| ----------------------- | ------ | ------ |
| Šterbal 17' Fricelj 21' | Raport |        |

Maribor a câștigat cu scorul de 1–2 la general.
| Viking FK                     | 3–1    | TPV Tampere     |
| ----------------------------- | ------ | --------------- |
| Bergersen 4', 41' Sørloth 63' | Raport | Wiss 89' (pen.) |

Viking FK a câștigat cu scorul de 1–7 la general.
| Shirak | 0–1    | Zagłębie Lubin |
| ------ | ------ | -------------- |
|        | Raport | Machaj 23'     |

Zagłębie Lubin a câștigat cu scorul de 1–0 la general.
| Hapoel Tel Aviv | 0–0    | Zimbru Chișinău |
| --------------- | ------ | --------------- |
|                 | Raport |                 |

Zimbru Chișinău a câștigat cu scorul de 2–0 la general.

## Prima rundă
| Echipa #1           | Total  | Echipa #2          | Tur | Retur |
| ------------------- | ------ | ------------------ | --- | ----- |
| Lugano              | 2–1    | Internazionale     | 1–1 | 1–0   |
| Milan               | 8–1    | Zagłębie Lubin     | 4–0 | 4–1   |
| Sparta Praga        | (a)2–2 | Silkeborg IF       | 0–1 | 2–1   |
| AS Monaco           | 1–3    | Leeds United       | 0–3 | 1–0   |
| Bayern München      | 5–1    | Lokomotiv Moscow   | 0–1 | 5–0   |
| Brøndby IF          | 3–0    | Lillestrøm SK      | 3–0 | 0–0   |
| Chornomorets Odessa | (p)1-1 | Widzew Łódź        | 1–0 | 0–1   |
| Spartak Vladikavkaz | 1–2    | Liverpool          | 1–2 | 0–0   |
| Fenerbahçe          | 1–4    | Real Betis         | 1–2 | 0–2   |
| Austria Viena       | 1–3    | Dinamo Minsk       | 1–2 | 0–1   |
| Vardar              | 1–3    | Bordeaux           | 0–2 | 1–1   |
| Glenavon            | 0–7    | Werder Bremen      | 0–2 | 0–5   |
| Hapoel Be'er Sheva  | 0–12   | Barcelona          | 0–7 | 0–5   |
| Lierse SK           | 2–5    | Benfica            | 1–3 | 1–2   |
| Malmö FF            | 2–2(a) | Nottingham Forest  | 2–1 | 0–1   |
| MyPa                | 2–8    | PSV                | 1–1 | 1–7   |
| Neuchâtel Xamax     | 1–5    | Roma               | 1–1 | 0–4   |
| Olympiacos          | 5–1    | Maribor            | 2–0 | 3–1   |
| Levski Sofia        | 1–3    | Eendracht Aalst    | 1–2 | 0–1   |
| Raith Rovers        | 3–2    | ÍA                 | 3–1 | 0–1   |
| Lens                | 13–0   | Avenir Beggen      | 6–0 | 7–0   |
| Strasbourg          | 5–0    | Újpest             | 3–0 | 2–0   |
| Roda JC             | 5–2    | Olimpija Ljubljana | 5–0 | 0–2   |
| Farense             | 0–2    | Lyon               | 0–1 | 0–1   |
| Freiburg            | 1–2    | Slavia Praga       | 1–2 | 0–0   |
| Rotor Volgograd     | (a)2–2 | Manchester United  | 0–0 | 2–2   |
| Sevilla             | 3–1    | Botev Plovdiv      | 2–0 | 1–1   |
| Slovan Bratislava   | 2–4    | Kaiserslautern     | 2–1 | 0–3   |
| Lazio               | 7–1    | Omonia             | 5–0 | 2–1   |
| Viking FK           | 1–2    | Auxerre            | 1–1 | 0–1   |
| Vitória             | 3–1    | Standard Liège     | 3–1 | 0–0   |
| Zimbru Chișinău     | 3–1    | RAF Jelgava        | 1–0 | 2–1   |

### Prima manșă
| Lugano       | 1–1    | Internazionale     |
| ------------ | ------ | ------------------ |
| Carrasco 67' | Raport | Roberto Carlos 12' |

| Milan                                              | 4–0    | Zagłębie Lubin |
| -------------------------------------------------- | ------ | -------------- |
| Savićević 11' Machaj 47' (o.g.) Weah 67' Boban 71' | Raport |                |

| Sparta Praga | 0–1    | Silkeborg IF |
| ------------ | ------ | ------------ |
|              | Raport | Fernandez 6' |

| AS Monaco | 0–3    | Leeds United        |
| --------- | ------ | ------------------- |
|           | Raport | Yeboah 3', 64', 80' |

| Bayern München | 0–1    | Lokomotiv Moscova |
| -------------- | ------ | ----------------- |
|                | Raport | Kharlachyov 70'   |

| Brøndby IF                           | 3–0    | Lillestrøm SK |
| ------------------------------------ | ------ | ------------- |
| Hansen 38' Eggen 57' Bjur 87' (pen.) | Raport |               |

| Chornomorets Odessa | 1–0    | Widzew Łódź |
| ------------------- | ------ | ----------- |
| Kozakevich 87'      | Raport |             |

| Spartak Vladikavkaz | 1–2    | Liverpool                  |
| ------------------- | ------ | -------------------------- |
| Kasimov 20'         | Raport | McManaman 36' Redknapp 53' |

| Fenerbahçe  | 1–2    | Real Betis         |
| ----------- | ------ | ------------------ |
| Kocaman 75' | Raport | Pier 28' Sabas 79' |

| Austria Viena | 1–2    | Dinamo Minsk              |
| ------------- | ------ | ------------------------- |
| Kogler 84'    | Raport | Zhuravel 25' Shukanov 41' |

| Vardar | 0–2    | Bordeaux          |
| ------ | ------ | ----------------- |
|        | Raport | Bancarel 25', 75' |

| Glenavon | 0–2    | Werder Bremen        |
| -------- | ------ | -------------------- |
|          | Raport | Cardoso 60' Vier 88' |

| Hapoel Be'er Sheva | 0–7    | Barcelona                                                 |
| ------------------ | ------ | --------------------------------------------------------- |
|                    | Raport | de la Peña 4' Roger 45', 67', 78' Óscar 62' Figo 65', 81' |

| Lierse SK           | 1–3    | Benfica                                      |
| ------------------- | ------ | -------------------------------------------- |
| Huysmans 39' (pen.) | Raport | Valdo 28' (pen.) Marcelo 54' Paulo Bento 64' |

| Malmö FF                     | 2–1    | Nottingham Forest |
| ---------------------------- | ------ | ----------------- |
| Pettersson 59' Andersson 72' | Raport | Woan 36'          |

| MyPa       | 1–1    | PSV         |
| ---------- | ------ | ----------- |
| Mahlio 29' | Raport | Ronaldo 50' |

| Neuchâtel Xamax | 1–1    | Roma        |
| --------------- | ------ | ----------- |
| Jeanneret 14'   | Raport | Moriero 20' |

| Olympiacos                         | 2–0    | Maribor |
| ---------------------------------- | ------ | ------- |
| Juskowiak 51' Skartados 72' (pen.) | Raport |         |

| Levski Sofia | 1–2    | Eendracht Aalst            |
| ------------ | ------ | -------------------------- |
| Vasilev 68'  | Raport | Markov 58' (o.g.) Paas 77' |

| Raith Rovers               | 3–1    | IA             |
| -------------------------- | ------ | -------------- |
| Lennon 14', 66' Wilson 79' | Raport | Thordarson 44' |

| Lens                                                | 6–0    | Avenir Beggen |
| --------------------------------------------------- | ------ | ------------- |
| Camara 11', 49' Meyrieu 33' Tiéhi 62', 74' Boli 70' | Raport |               |

| Strasbourg                                | 3–0    | Újpest |
| ----------------------------------------- | ------ | ------ |
| Zitelli 7' Leboeuf 72' (pen.) Baticle 74' | Raport |        |

| Roda JC                                                               | 5–0    | Olimpija Ljubljana |
| --------------------------------------------------------------------- | ------ | ------------------ |
| van Galen 3' Roelofsen 23' Babangida 34' Graef 44' de Kock 68' (pen.) | Raport |                    |

| Farense | 0–1    | Lyon     |
| ------- | ------ | -------- |
|         | Raport | Giuly 5' |

| Freiburg | 1–2    | Slavia Praga            |
| -------- | ------ | ----------------------- |
| Todt 78' | Raport | Novotný 23' Pěnička 75' |

| Rotor Volgograd | 0–0    | Manchester United |
| --------------- | ------ | ----------------- |
|                 | Raport |                   |

| Sevilla        | 2–0    | Botev Plovdiv |
| -------------- | ------ | ------------- |
| Šuker 29', 33' | Raport |               |

| Slovan Bratislava     | 2–1    | Kaiserslautern |
| --------------------- | ------ | -------------- |
| Tittel 28' Sobona 74' | Raport | Hollerbach 64' |

| Lazio                                                          | 5–0    | Omonia |
| -------------------------------------------------------------- | ------ | ------ |
| Casiraghi 11', 16', 80' (pen.) Rambaudi 53' Signori 55' (pen.) | Raport |        |

| Viking FK    | 1–1    | Auxerre  |
| ------------ | ------ | -------- |
| Ulfstein 55' | Raport | West 14' |

| Vitória                    | 3–1    | Standard Liège |
| -------------------------- | ------ | -------------- |
| Gilmar 21', 88' Edinho 68' | Raport | Schepens 32'   |

| Zimbru Chișinău | 1–0    | RAF Jelgava |
| --------------- | ------ | ----------- |
| Testemitanu 40' | Raport |             |

### Manșa secundă
| Internazionale | 0–1    | Lugano       |
| -------------- | ------ | ------------ |
|                | Raport | Carrasco 85' |

AC Lugano a câștigat cu scorul de 2–1 la general.
| Zagłębie Lubin   | 1–4    | Milan                                |
| ---------------- | ------ | ------------------------------------ |
| Krzyżanowski 72' | Raport | Eranio 52' Simone 63' Boban 86', 89' |

Milan a câștigat cu scorul de 8–1 la general.
| Silkeborg IF | 1–2    | Sparta Praga          |
| ------------ | ------ | --------------------- |
| Pedersen 52' | Raport | Lokvenc 21' Němec 51' |

Sparta Praga 2–2 Silkeborg IF la general. Sparta Praga a câștigat cu scorul de on away goals rule.
| Leeds United | 0–1    | AS Monaco          |
| ------------ | ------ | ------------------ |
|              | Raport | Sonny Anderson 23' |

Leeds United a câștigat cu scorul de 3–1 la general.
| Lokomotiv Moscova | 0–5    | Bayern München                                      |
| ----------------- | ------ | --------------------------------------------------- |
|                   | Raport | Klinsmann 26', 35' Herzog 39' Scholl 45' Strunz 78' |

Bayern München a câștigat cu scorul de 5–1 la general.
| Lillestrøm SK | 0–0    | Brøndby IF |
| ------------- | ------ | ---------- |
|               | Raport |            |

Brøndby IF a câștigat cu scorul de 3–0 la general.
| Widzew Łódź    | 1 – 0 (a.e.t.) 5 – 6 on penalties | Chornomorets Odessa |
| -------------- | --------------------------------- | ------------------- |
| Michalczuk 81' | Raport                            |                     |

Chornomorets Odessa 1–1 Widzew Łódź  la general. Chornomorets Odessa a câștigat cu scorul de 5–6 on penalties.
| Liverpool | 0–0    | Spartak Vladikavkaz |
| --------- | ------ | ------------------- |
|           | Raport |                     |

Liverpool a câștigat cu scorul de 2–1 la general.
| Real Betis                    | 2–0    | Fenerbahçe |
| ----------------------------- | ------ | ---------- |
| Trujillo 21' (pen.) Cañas 37' | Raport |            |

Real Betis a câștigat cu scorul de 1–4 la general.
| Dinamo Minsk   | 1–0    | Austria Viena |
| -------------- | ------ | ------------- |
| Byalkevich 90' | Raport |               |

Dinamo Minsk a câștigat cu scorul de 3–1 la general.
| Bordeaux            | 1–1    | Vardar           |
| ------------------- | ------ | ---------------- |
| Lizarazu 61' (pen.) | Raport | Serafimovski 58' |

Bordeaux a câștigat cu scorul de 3–1 la general.
| Werder Bremen                                      | 5–0    | Glenavon |
| -------------------------------------------------- | ------ | -------- |
| Hobsch 26', 35', 39' Basler 37' (pen.) Borowka 66' | Raport |          |

Werder Bremen a câștigat cu scorul de 7–0 la general.
| Barcelona                                                  | 5–0    | Hapoel Be'er Sheva |
| ---------------------------------------------------------- | ------ | ------------------ |
| Guardiola 12' Hagi 27' Velamazán 51' Carreras 61' Amor 65' | Raport |                    |

Barcelona a câștigat cu scorul de 12–0 la general.
| Benfica                   | 2–1    | Lierse SK          |
| ------------------------- | ------ | ------------------ |
| João Pinto 24' Kenedy 60' | Raport | van Kerckhoven 33' |

Benfica a câștigat cu scorul de 5–2 la general.
| Nottingham Forest | 1–0    | Malmö FF |
| ----------------- | ------ | -------- |
| Roy 69'           | Raport |          |

Malmö FF 2–2 Nottingham Forest la general. Nottingham Forest a câștigat cu scorul de on away goals rule.
| PSV                                                   | 7–1    | MyPa          |
| ----------------------------------------------------- | ------ | ------------- |
| Ronaldo 15', 45', 73', 81' Jonk 57', 71' Hoekstra 66' | Raport | Keskitalo 16' |

PSV a câștigat cu scorul de 8–2 la general.
| Roma                                        | 4–0    | Neuchâtel Xamax |
| ------------------------------------------- | ------ | --------------- |
| Balbo 26', 35' Fonseca 32' Rueda 55' (o.g.) | Raport |                 |

Roma a câștigat cu scorul de 5–1 la general.
| Maribor          | 1–3    | Olympiacos                                  |
| ---------------- | ------ | ------------------------------------------- |
| Karić 70' (pen.) | Raport | Ivić 38' Skartados 63' (pen.) Hantzidis 83' |

Olympiacos a câștigat cu scorul de 5–1 la general.
| Eendracht Aalst | 1–0    | Levski Sofia |
| --------------- | ------ | ------------ |
| Lamberg 59'     | Raport |              |

Eendracht Aalst a câștigat cu scorul de 3–1 la general.
| IA                  | 1–0    | Raith Rovers |
| ------------------- | ------ | ------------ |
| A. Gunnlaugsson 14' | Raport |              |

Raith Rovers a câștigat cu scorul de 3–2 la general.
| Avenir Beggen | 0–7    | Lens                                                             |
| ------------- | ------ | ---------------------------------------------------------------- |
|               | Raport | Camara 20' Meyrieu 25' Boli 40' Delmotte 55', 73' Tiéhi 57', 72' |

Lens a câștigat cu scorul de 13–0 la general.
| Újpest | 0–2    | Strasbourg              |
| ------ | ------ | ----------------------- |
|        | Raport | Zitelli 9' Mostovoi 77' |

Strasbourg a câștigat cu scorul de 5–0 la general.
| Olimpija Ljubljana                | 2–0    | Roda JC |
| --------------------------------- | ------ | ------- |
| Bozgo 37' (pen.) Zulič 74' (pen.) | Raport |         |

Roda JC a câștigat cu scorul de 5–2 la general.
| Lyon       | 1–0    | Farense |
| ---------- | ------ | ------- |
| Sassus 48' | Raport |         |

Lyon a câștigat cu scorul de 2–0 la general.
| Slavia Praga | 0–0    | Freiburg |
| ------------ | ------ | -------- |
|              | Raport |          |

Slavia Praga a câștigat cu scorul de 2–1 la general.
| Manchester United          | 2–2    | Rotor Volgograd                 |
| -------------------------- | ------ | ------------------------------- |
| Scholes 60' Schmeichel 89' | Raport | Niederhaus 18' Veretennikov 25' |

Manchester United 2–2 Rotor la general. Rotor a câștigat cu scorul de on away goals rule.
| Botev Plovdiv | 1–1    | Sevilla    |
| ------------- | ------ | ---------- |
| Ivanov 68'    | Raport | Monchu 57' |

Sevilla a câștigat cu scorul de 3–1 la general.
| Kaiserslautern               | 3–0    | Slovan Bratislava |
| ---------------------------- | ------ | ----------------- |
| Wegmann 27', 56' Wollitz 56' | Raport |                   |

Kaiserslautern a câștigat cu scorul de 4–2 la general.
| Omonia          | 1–2    | Lazio                     |
| --------------- | ------ | ------------------------- |
| Xiourouppas 68' | Raport | Casiraghi 15' Di Vaio 74' |

Lazio a câștigat cu scorul de 7–1 la general.
| Auxerre       | 1–0    | Viking FK |
| ------------- | ------ | --------- |
| Silvestre 47' | Raport |           |

Auxerre a câștigat cu scorul de 2–1 la general.
| Standard Liège | 0–0    | Vitória |
| -------------- | ------ | ------- |
|                | Raport |         |

Vitória a câștigat cu scorul de 3–1 la general.
| RAF Jelgava | 1–2    | Zimbru Chișinău   |
| ----------- | ------ | ----------------- |
| Zujevs 76'  | Raport | Gavrilyuk 5', 25' |

Zimbru Chișinău a câștigat cu scorul de 3–1 la general.

## Runda a doua
| Echipa #1           | Total  | Echipa #2            | Tur | Retur    |
| ------------------- | ------ | -------------------- | --- | -------- |
| Kaiserslautern      | 1–4    | Real Betis           | 1–3 | 0–1      |
| Lugano              | 1–3    | Slavia Praga         | 1–2 | 0–1      |
| Sparta Praga        | 6–3    | Zimbru Chișinău      | 4–3 | 2–0      |
| Auxerre             | 0–1    | Nottingham Forest    | 0–1 | 0–0      |
| Roma                | 4–0    | Eendracht Aalst      | 4–0 | 0–0      |
| Brøndby IF          | 1–0    | Liverpool            | 0–0 | 1–0      |
| Barcelona           | 7–0    | Vitória de Guimarães | 3–0 | 4–0      |
| Chornomorets Odessa | 0–4    | Lens                 | 0–0 | 0–4      |
| Bordeaux            | 3–1    | Rotor Volgograd      | 2–1 | 1–0      |
| Leeds United        | 3–8    | PSV                  | 3–5 | 0–3      |
| Lyon                | 4–1    | Lazio                | 2–1 | 2–0      |
| Raith Rovers        | 1–4    | Bayern München       | 0–2 | 1–2      |
| Strasbourg          | 1–3    | Milan                | 0–1 | 1–2      |
| Sevilla             | (a)2–2 | Olympiacos           | 1–0 | 1–2(aet) |
| Benfica             | 3–2    | Roda JC              | 1–0 | 2–2      |
| Werder Bremen       | 6–2    | Dinamo Minsk         | 5–0 | 1–2      |

### Prima manșă
| Kaiserslautern | 1–3    | Real Betis                    |
| -------------- | ------ | ----------------------------- |
| Koch 46'       | Raport | Alfonso 45', 73' Trujillo 69' |

| Lugano       | 1–2    | Slavia Praga           |
| ------------ | ------ | ---------------------- |
| Shalimov 83' | Raport | Vágner 19' Pěnička 25' |

| Sparta Praga                                | 4–3    | Zimbru Chișinău                          |
| ------------------------------------------- | ------ | ---------------------------------------- |
| Frýdek 20' Nedvěd 45' (pen.), 57' Budka 58' | Raport | Sukharev 56' Testemitanu 62', 90' (pen.) |

| Auxerre | 0–1    | Nottingham Forest |
| ------- | ------ | ----------------- |
|         | Raport | Stone 23'         |

| Roma                                                                | 4–0    | Eendracht Aalst |
| ------------------------------------------------------------------- | ------ | --------------- |
| Vanderhaeghe 6' (o.g.) Van der Hoorn 51' (o.g.) Balbo 69' Totti 77' | Raport |                 |

| Brøndby IF | 0–0    | Liverpool |
| ---------- | ------ | --------- |
|            | Raport |           |

| Barcelona                  | 3–0    | Vitória de Guimarães |
| -------------------------- | ------ | -------------------- |
| Kodro 45', 66' Celades 76' | Raport |                      |

| Chornomorets Odessa | 0–0    | Lens |
| ------------------- | ------ | ---- |
|                     | Raport |      |

| Bordeaux                            | 2–1    | Rotor Volgograd |
| ----------------------------------- | ------ | --------------- |
| Histilloles 47' Witschge 90' (pen.) | Raport | Niederhaus 40'  |

| Leeds United                       | 3–5    | PSV Eindhoven                                   |
| ---------------------------------- | ------ | ----------------------------------------------- |
| Speed 5' Palmer 48' McAllister 72' | Raport | Eijkelkamp 11' Vink 35' Jonk 39' Nilis 83', 88' |

| Lyon                   | 2–1    | Lazio      |
| ---------------------- | ------ | ---------- |
| Devaux 15' Deplace 66' | Raport | Winter 24' |

| Raith Rovers | 0–2    | Bayern München    |
| ------------ | ------ | ----------------- |
|              | Raport | Klinsmann 6', 73' |

| Strasbourg | 0–1    | Milan      |
| ---------- | ------ | ---------- |
|            | Raport | Simone 80' |

| Sevilla     | 1–0    | Olympiacos |
| ----------- | ------ | ---------- |
| Juanito 90' | Raport |            |

| Benfica     | 1–0    | Roda JC |
| ----------- | ------ | ------- |
| Panduru 78' | Raport |         |

| Werder Bremen                                           | 5–0    | Dinamo Minsk |
| ------------------------------------------------------- | ------ | ------------ |
| Shtanyuk 53' (o.g.) Basler 64', 83' Hobsch 72' Bode 88' | Raport |              |

### Manșa secundă
| Real Betis | 1–0    | Kaiserslautern |
| ---------- | ------ | -------------- |
| Jarni 55'  | Raport |                |

Real Betis a câștigat cu scorul de 1–4 la general.
| Slavia Praga | 1–0    | Lugano |
| ------------ | ------ | ------ |
| Šmicer 62'   | Raport |        |

Slavia Praga a câștigat cu scorul de 1–3 la general.
| Zimbru Chișinău | 0–2    | Sparta Praga           |
| --------------- | ------ | ---------------------- |
|                 | Raport | Koller 45' Vonášek 63' |

Sparta Praga a câștigat cu scorul de 6–3 la general.
| Nottingham Forest | 0–0    | Auxerre |
| ----------------- | ------ | ------- |
|                   | Raport |         |

Nottingham Forest a câștigat cu scorul de 0–1 la general.
| Eendracht Aalst | 0–0    | Roma |
| --------------- | ------ | ---- |
|                 | Raport |      |

Roma a câștigat cu scorul de 4–0 la general.
| Liverpool | 0–1    | Brøndby IF |
| --------- | ------ | ---------- |
|           | Raport | Eggen 78'  |

Brøndby IF a câștigat cu scorul de 0–1 la general.
| Vitória de Guimarães | 0–4    | Barcelona                                 |
| -------------------- | ------ | ----------------------------------------- |
|                      | Raport | Kodro 18' Óscar 61' Celades 66' Sergi 77' |

Barcelona a câștigat cu scorul de 7–0 la general.
| Lens                                       | 4–0    | Chornomorets Odessa |
| ------------------------------------------ | ------ | ------------------- |
| Meyrieu 14' Vairelles 19' Déhu 25' Foé 77' | Raport |                     |

Lens a câștigat cu scorul de 0–4 la general.
| Rotor Volgograd | 0–1    | Bordeaux     |
| --------------- | ------ | ------------ |
|                 | Raport | Bancarel 83' |

Bordeaux a câștigat cu scorul de 3–1 la general.
| PSV Eindhoven                      | 3–0    | Leeds United |
| ---------------------------------- | ------ | ------------ |
| Cocu 11', 74' Pemberton 74' (o.g.) | Raport |              |

PSV a câștigat cu scorul de 3–8 la general.
| Lazio | 0–2    | Lyon                        |
| ----- | ------ | --------------------------- |
|       | Raport | Maurice 21' Assadourian 57' |

Lyon a câștigat cu scorul de 4–1 la general.
| Bayern München           | 2–1    | Raith Rovers |
| ------------------------ | ------ | ------------ |
| Klinsmann 50' Babbel 64' | Raport | Lennon 43'   |

Bayern München a câștigat cu scorul de 4–1 la general.
| Milan                     | 2–1    | Strasbourg |
| ------------------------- | ------ | ---------- |
| R. Baggio 28', 44' (pen.) | Raport | Sauzée 45' |

Milan a câștigat cu scorul de 3–1 la general.
| Olympiacos                       | 2 – 1 (a.e.t.) | Sevilla    |
| -------------------------------- | -------------- | ---------- |
| Sapanis 72' Juskowiak 93' (pen.) | Raport         | Šuker 110' |

Sevilla a câștigat cu scorul de 3–1 la general.
| Roda JC            | 2–2    | Benfica        |
| ------------------ | ------ | -------------- |
| Hesp 60' Trost 72' | Raport | Nader 85', 90' |

Benfica a câștigat cu scorul de 3–2 la general.
| Dinamo Minsk                        | 2–1    | Werder Bremen |
| ----------------------------------- | ------ | ------------- |
| Khatskevich 76' (pen.) Shukanov 90' | Raport | Bode 25'      |

Werder Bremen a câștigat cu scorul de 6–2 la general.

## Runda a treia
| Echipa #1         | Total | Echipa #2     | Tur | Retur    |
| ----------------- | ----- | ------------- | --- | -------- |
| Milan             | 2–0   | Sparta Praga  | 2–0 | 0–0      |
| Bayern München    | 7–2   | Benfica       | 4–1 | 3–1      |
| Brøndby IF        | 3–4   | Roma          | 2–1 | 1–3      |
| Bordeaux          | 3–2   | Real Betis    | 2–0 | 1–2      |
| Nottingham Forest | 1–0   | Lyon          | 1–0 | 0–0      |
| PSV               | 2–1   | Werder Bremen | 2–1 | 0–0      |
| Sevilla           | 2–4   | Barcelona     | 1–1 | 1–3      |
| Slavia Praga      | 1–0   | Lens          | 0–0 | 1–0(aet) |

### Prima manșă
| Milan         | 2–0    | Sparta Praga |
| ------------- | ------ | ------------ |
| Weah 32', 76' | Raport |              |

| Bayern München               | 4–1    | Benfica   |
| ---------------------------- | ------ | --------- |
| Klinsmann 26', 31', 44', 46' | Raport | Dimas 30' |

| Brøndby IF          | 2–1    | Roma        |
| ------------------- | ------ | ----------- |
| Møller 45' Bjur 85' | Raport | Fonseca 21' |

| Bordeaux             | 2–0    | Real Betis |
| -------------------- | ------ | ---------- |
| Dutuel 23' Croci 83' | Raport |            |

| Nottingham Forest | 1–0    | Lyon |
| ----------------- | ------ | ---- |
| McGregor 83'      | Raport |      |

| PSV                         | 2–1    | Werder Bremen |
| --------------------------- | ------ | ------------- |
| Ronaldo 9' (pen.) Nilis 84' | Raport | Bode 55'      |

| Sevilla   | 1–1    | Barcelona |
| --------- | ------ | --------- |
| Šuker 47' | Raport | Hagi 69'  |

| Slavia Praga | 0–0    | Lens |
| ------------ | ------ | ---- |
|              | Raport |      |

### Manșa secundă
| Sparta Praga | 0–0    | Milan |
| ------------ | ------ | ----- |
|              | Raport |       |

Milan a câștigat cu scorul de 2–0 la general.
| Benfica   | 1–3    | Bayern München                |
| --------- | ------ | ----------------------------- |
| Valdo 14' | Raport | Klinsmann 32', 68' Herzog 83' |

Bayern München a câștigat cu scorul de 7–2 la general.
| Roma                            | 3–1    | Brøndby IF |
| ------------------------------- | ------ | ---------- |
| Totti 23' Balbo 71' Carboni 89' | Raport | Møller 84' |

Roma a câștigat cu scorul de 4–3 la general.
| Real Betis              | 2–1    | Bordeaux  |
| ----------------------- | ------ | --------- |
| Trujillo 30' Stošić 45' | Raport | Zidane 3' |

Bordeaux a câștigat cu scorul de 3–2 la general.
| Lyon | 0–0    | Nottingham Forest |
| ---- | ------ | ----------------- |
|      | Raport |                   |

Nottingham Forest a câștigat cu scorul de 1–0 la general.
| Werder Bremen | 0–0    | PSV |
| ------------- | ------ | --- |
|               | Raport |     |

PSV a câștigat cu scorul de 2–1 la general.
| Barcelona                        | 3–1    | Sevilla  |
| -------------------------------- | ------ | -------- |
| Bakero 61' Popescu 80' Roger 82' | Raport | Moya 81' |

Barcelona a câștigat cu scorul de 2–4 la general.
| Lens | 0–1 (d.p.) | Slavia Praga |
| ---- | ---------- | ------------ |
|      | Raport     | Poborský 96' |

Slavia Praga a câștigat cu scorul de 1–0 la general.

## Sferturi de finală
| Echipa #1      | Total  | Echipa #2         | Tur | Retur    |
| -------------- | ------ | ----------------- | --- | -------- |
| Milan          | 2–3    | Bordeaux          | 2–0 | 0–3      |
| Bayern München | 7–2    | Nottingham Forest | 2–1 | 5–1      |
| Barcelona      | 5–4    | PSV               | 2–2 | 3–2      |
| Slavia Praga   | (a)3–3 | Roma              | 2–0 | 1–3(aet) |

### Prima manșă
| Milan                 | 2–0    | Bordeaux |
| --------------------- | ------ | -------- |
| Eranio 29' Baggio 75' | Raport |          |

| Bayern München           | 2–1    | Nottingham Forest |
| ------------------------ | ------ | ----------------- |
| Klinsmann 16' Scholl 44' | Raport | Chettle 17'       |

| Barcelona               | 2–2    | PSV           |
| ----------------------- | ------ | ------------- |
| Bakero 21' Abelardo 70' | Raport | Nilis 4', 50' |

| Slavia Praga            | 2–0    | Roma |
| ----------------------- | ------ | ---- |
| Poborský 10' Vágner 50' | Raport |      |

### Manșa secundă
| Bordeaux                    | 3–0    | Milan |
| --------------------------- | ------ | ----- |
| Tholot 14' Dugarry 63', 69' | Raport |       |

Bordeaux a câștigat cu scorul de 3–2 la general.
| Nottingham Forest | 1–5    | Bayern München                                    |
| ----------------- | ------ | ------------------------------------------------- |
| Stone 85'         | Raport | Ziege 30' Strunz 43' Klinsmann 65', 79' Papin 73' |

Bayern München a câștigat cu scorul de 7–2 la general.
| PSV                       | 2–3    | Barcelona                    |
| ------------------------- | ------ | ---------------------------- |
| Zenden 43' Eijkelkamp 65' | Raport | Bakero 3' Figo 22' Sergi 80' |

Barcelona a câștigat cu scorul de 5–4 la general.
| Roma                          | 3–1 (d.p.) | Slavia Praga |
| ----------------------------- | ---------- | ------------ |
| Moriero 69', 99' Giannini 83' | Raport     | Vavra 113'   |

Roma 3–3 Slavia Praga la general. Slavia Praga a câștigat cu scorul de on away goals rule.

## Semifinale
| Echipa #1      | Total | Echipa #2 | Tur | Retur |
| -------------- | ----- | --------- | --- | ----- |
| Bayern München | 4–3   | Barcelona | 2–2 | 2–1   |
| Slavia Praga   | 0–2   | Bordeaux  | 0–1 | 0–1   |

### Prima manșă
| Bayern München          | 2–2    | Barcelona          |
| ----------------------- | ------ | ------------------ |
| Witeczek 52' Scholl 57' | Raport | Óscar 14' Hagi 77' |

| Slavia Praga | 0–1    | Bordeaux   |
| ------------ | ------ | ---------- |
|              | Raport | Dugarry 9' |

### Manșa secundă
| Barcelona      | 1–2    | Bayern München          |
| -------------- | ------ | ----------------------- |
| De la Peña 89' | Raport | Babbel 40' Witeczek 84' |

Bayern München a câștigat cu scorul de 4–3 la general.
| Bordeaux   | 1–0    | Slavia Praga |
| ---------- | ------ | ------------ |
| Tholot 46' | Raport |              |

Bordeaux a câștigat cu scorul de 2–0 la general.

## Finala
| Echipa #1      | Total | Echipa #2 | Tur | Retur |
| -------------- | ----- | --------- | --- | ----- |
| Bayern München | 5–1   | Bordeaux  | 2–0 | 3–1   |

### Prima manșă
| Bayern München        | 2–0    | Bordeaux |
| --------------------- | ------ | -------- |
| Helmer 34' Scholl 60' | Raport |          |

### Manșa secundă
| Bordeaux   | 1–3    | Bayern München                          |
| ---------- | ------ | --------------------------------------- |
| Dutuel 75' | Raport | Scholl 53' Kostadinov 65' Klinsmann 77' |

Bayern München a câștigat cu scorul de 5–1 la general.

## Topul marcatorilor
| Loc | Nume                | Echipa         | Goluri |
| --- | ------------------- | -------------- | ------ |
| 1   | Jürgen Klinsmann    | Bayern München | 15     |
| 2   | Ronaldo             | PSV            | 6      |
| 3   | Luc Nilis           | PSV            | 5      |
| 3   | Pavel Nedvěd        | Sparta Praga   | 5      |
| 3   | Mehmet Scholl       | Bayern München | 5      |
| 6   | Abel Balbo          | Roma           | 4      |
| 6   | Pierluigi Casiraghi | Lazio          | 4      |
| 6   | Bernd Hobsch        | Werder Bremen  | 4      |
| 6   | Danny Lennon        | Raith Rovers   | 4      |
| 6   | Peter Møller        | Brøndby IF     | 4      |
| 6   | Roger               | Barcelona      | 4      |
| 6   | Davor Šuker         | Sevilla        | 4      |
| 6   | Joël Tiéhi          | Lens           | 4      |